# ريناته شنايدر
ريناته شنايدر (بالألمانية: Renate Schneider)‏ هي لاعبة جمباز فني ألمانية، ولدت في 3 مارس 1939 في برلين في ألمانيا.

## وصلات خارجية
- ريناته شنايدر على موقع أوليمبيديا (الإنجليزية)